# Alfonso Garrido

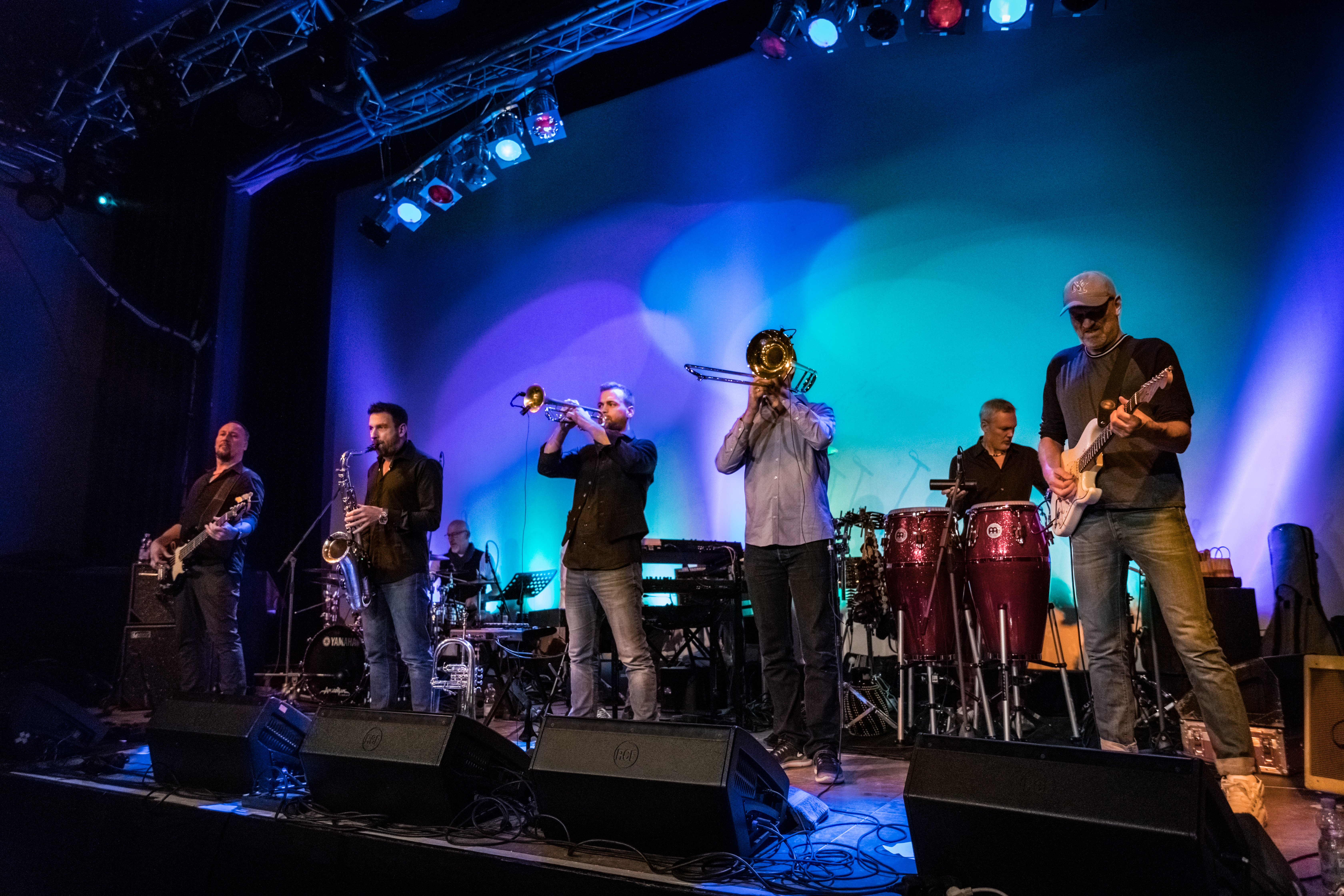
Alfonso Garrido bei einem Auftritt mit den Heavytones

Alfonso Garrido (* 25. Juni 1968 in Frankfurt am Main) ist ein deutscher Perkussionist mit chilenischen Wurzeln, der vor allem als Mitglied der Heavytones bekannt ist.

## Leben
Garrido wurde als Sohn chilenischer Eltern in Frankfurt am Main geboren und wuchs in Berlin auf. Er studierte lateinamerikanische Percussion in der Weltmusikabteilung des Konservatoriums Rotterdam.
Seit Gründung im Jahr 2001 ist er Mitglied der Heavytones, die von Januar 2001 bis Dezember 2015 und November 2021 bis August 2024 die Prosieben-Show TV total musikalisch untermalt haben. Von 2024 bis 2025 war er ebenfalls als Bandmitglied bei Du gewinnst hier nicht die Million bei Stefan Raab dabei. Mit der Band trat er auch in zahlreichen anderen Shows auf, unter anderem mehrmals bei dem deutschen Vorentscheid des Eurovision Song Contest.
Darüber hinaus stand er auch mit den Bläck Fööss, Mezzoforte und der WDR Big Band auf der Bühne.
Zusammen mit den Heavytones war er auch mit XATAR auf Tour.
An der Hochschule für Musik und Tanz in Köln ist er Dozent für Latin-Percussion. 2006, 2008 und 2011 nahm er im Vierer-Wok mit dem TV total-Team bei der Wok-WM teil.
Im Oktober 2022 war er in der Sendung Studio Schmitt zu sehen, wo er Moderator Sebastian Pufpaff bei einem Spiel unterstützte.